# ماهیدرعلیا
ماهیدرعلیا(به کردی: ماسیەرشێخ، Masiyer şêẍ) روستایی از توابع بخش زیویه در شهرستان سقز است که در استان کردستان ایران قرار دارد.

## جمعیت
این روستا در دهستان خورخوره واقع شده و براساس سرشماری سال ۱۳۸۵، جمعیت آن ۷۰۳ نفر (۱۱۸ خانوار) بوده‌است.